# Резолюция на Информбюро за ЮКП
Резолюцията на Информбюрото (на сръбски: Резолуција Информбироа или Rezolucija Informbiroa) е резолюция на международната организация Комунистическо информационно бюро от 28 юни 1948 г., довела до скъсването на отношенията между комунистическите ръководители на Югославия – Тито и на Съветския съюз – Сталин.

## Последици
В резултат на това в ЮКП започва чистка на одобряващите Резолюцията, а в комунистическите партии в Източна Европа – на партийни кадри с обвинението, че са „титовисти“.
В Социалистическа република Македония множество бивши дейци на ВМРО (обединена) и комунисти изпадат в немилост. Сред тях са Кирил Петрушев и Бане Андреев, които са изключени от Комунистическата партия на Македония и пенсионирани, Павел Шатев, изолиран след резолюцията, Джафер Кодра е свален от поста си на министър, Мире Анастасов, Никола Вражалски, Димче Аджимитрески, Мино Богданов, Владо Макеларски, Трайко Мишковски, Неджат Аголи и други са изпратени в Голи Оток.
В периода 1948 – 1963 г. в Социалистическа република  Македония са регистрирани 2662 лица, като привърженици на резолюцията. От всички арестувани и осъдени лица 5,42 % или 883 души са от Македония.
В България множество дейци на Българската комунистическа партия са съдени като титовисти и изпратени в Белене. Сред тях са делегатите на Първото заседание на АСНОМ Атанас Атанасов и Васил Василев. Георги Мадолев и Кръстьо Стойчев са пенсионирани и освободени от всички постове. По процеса на Трайчо Костов в България са обвинени като сътрудници и шпиони на Тито Трайчо Костов, Васил Ивановски, Илия Баялцалиев и Благой Хаджипанзов.